# Luigi Facta
Luigi Facta (16 tháng 11 năm 1861, Pinerolo, Tỉnh Turin - 5 Tháng Mười Một, 1930, Pinerolo) là một chính trị gia Ý, nhà báo và là Thủ tướng cuối cùng của Italy trước khi lãnh đạo của Benito Mussolini. Facta sinh ra ở Pinerolo, Piedmont, Ý. Ông học luật và sau đó trở thành một nhà báo. Ông gia nhập chính trị vào năm 1892 khi ông được bầu vào đại hội của Pinerolo, một ghế mà ông giữ trong 30 năm. Facta, một thành viên của Đảng Tự do, đã từng làm phó tổng thư ký của các cơ quan công lý và nội vụ trong các tủ liên minh trong phần lớn thời gian ông ở Quốc hội. Ông cũng là Bộ trưởng Tài chính từ năm 1910 cho đến năm 1914 và năm 1920 cho đến năm 1921. Vào thời Thế chiến I nổ ra, Facta hỗ trợ trung lập cho Ý, nhưng sau đó ủng hộ chiến tranh khi Ý xâm nhập vào nó. Con trai của ông bị giết trong chiến tranh, và ông nói rằng ông tự hào cho một con trai để đất nước của mình.